# Moldauische Fußballnationalmannschaft
Die moldauische Nationalmannschaft ist die Auswahl der Republik Moldau. Seit der Unabhängigkeit 1991 konnte sich Moldau noch nie für eine Fußballwelt- oder Europameisterschaftsendrunde qualifizieren. Moldau nahm als Teil der UdSSR bzw. der GUS an den Weltmeisterschaften 1958 bis 1990 und den Europameisterschaften 1960 bis 1992 teil. In der sowjetischen Nationalmannschaft spielten moldauische Spieler aber keine Rolle. Nach dem Zerfall der Sowjetunion in mehrere selbständige Staaten nahm Moldau erstmals an der Qualifikation zur EM 1996 teil.
In der FIFA-Weltrangliste erreichte Moldau im September 2007 mit Rang 52 die bisher beste Platzierung, derzeit nimmt die Mannschaft Platz 154 ein (Stand: April 2025).

## Teilnahme Moldaus an der Fußball-Weltmeisterschaft
- 1930 bis 1938 – Nicht teilgenommen, war Teil von Rumänien
- 1950 bis 1990 – Nicht teilgenommen, war Teil der Fußballnationalmannschaft der UdSSR.
- 1994 – Nicht teilgenommen, war kein FIFA-Mitglied
- 1998 bis 2022 – nicht qualifiziert

## Teilnahme Moldaus an der Fußball-Europameisterschaft
- 1960 bis 1992 – Nicht teilgenommen, war Teil der Fußballnationalmannschaft der UdSSR.
- 1996 bis 2024 – nicht qualifiziert

## UEFA Nations League
- 2018/19: Liga D, 3. Platz mit 2 Siegen, 3 Remis und 1 Niederlage
- 2020/21: Liga C, 4. Platz mit 1 Remis und 5 Niederlagen
- 2022/23: Liga D, 2. Platz mit 4 Siegen, 1 Remis und 1 Niederlage
- 2024/25: Liga D, 1. Platz mit 3 Siegen und 1 Niederlage

## Rekordspieler
Stand: 10..Juni 2025
| Rang | Name               | Einsätze | Tore | Position       | Zeitraum             |
| ---- | ------------------ | -------- | ---- | -------------- | -------------------- |
| 01.  | Alexandru Epureanu | 100      | 7    | Abwehr         | 2006–                |
| 02.  | Igor Armaș         | 83       | 6    | Abwehr         | 2008–2023            |
| 03.  | Victor Golovatenco | 79       | 5    | Abwehr         | 2004–2017            |
| 04.  | Artur Ioniță       | 77       | 5    | Mittelfeld     | 2009–                |
| 05.  | Radu Rebeja        | 74       | 2    | Mittelfeld     | 1991–2008            |
| 05.  | Veaceslav Posmac   | 74       | 2    | Abwehr         | 2013–                |
| 07.  | Serghei Cleșcenco  | 69       | 11   | Angriff        | 1991–2006            |
| 08.  | Eugeniu Cebotaru   | 68       | 1    | Mittelfeld     | 2007–2020            |
| 09.  | Alexandru Gațcan   | 63       | 5    | Mittelfeld     | 2005–2018            |
| 10.  | Alexandru Suvorov  | 59       | 5    | Mittelfeld     | 2006–2014, 2019–2020 |
| 11.  | Oleg Reabciuk      | 57       | 0    | Abwehr         | 2018–                |
| 12.  | Ion Testemițanu    | 56       | 5    | Abwehr         | 1991–2008            |
| 12.  | Vadim Rață         | 56       | 3    | Mittelfeld     | 2015–                |
| 12.  | Stanislav Namașco  | 56       | 0    | Tor            | 2007–2022            |
| 15.  | Valeriu Catînsus   | 55       | 0    | Abwehr         | 1999–2009            |
| 15.  | Alexandru Dedov    | 55       | 3    | Mittelfeld     | 2012–2019            |
| 17.  | Igor Bugaiov       | 54       | 8    | Angriff        | 2007–2017            |
| 18.  | Ion Nicolaescu     | 53       | 17   | Angriff        | 2018–                |
| 19.  | Serghei Rogaciov   | 52       | 9    | Angriff        | 1996–2007            |
| 19.  | Sergiu Plătică     | 52       | 0    | Angriff/Abwehr | 2017–                |
| 21.  | Ion Jardan         | 50       | 0    | Abwehr         | 2013–                |
| 21.  | Petru Racu         | 50       | 0    | Abwehr         | 2010–2020            |

- Quelle

## Rekordtorschützen
| Rang | Name               | Tore | Einsätze | Quote | Zeitraum  |
| ---- | ------------------ | ---- | -------- | ----- | --------- |
| 01.  | Ion Nicolăescu     | 17   | 53       | 0,32  | 2018–     |
| 02.  | Serghei Cleșcenco  | 11   | 69       | 0,16  | 1991–2006 |
| 03.  | Serghei Rogaciov   | 9    | 52       | 0,17  | 1996–2007 |
| 04.  | Sergiu Dadu        | 8    | 30       | 0,27  | 2002–2013 |
| 04.  | Iurie Miterev      | 8    | 36       | 0,22  | 1992–2006 |
| 04.  | Igor Bugaiov       | 8    | 54       | 0,15  | 2007–2017 |
| 07.  | Eugen Sidorenco    | 7    | 35       | 0,20  | 2010–2019 |
| 07.  | Viorel Frunză      | 7    | 37       | 0,19  | 2002–2015 |
| 07.  | Radu Gînsari       | 7    | 47       | 0,15  | 2012–     |
| 07.  | Alexandru Epureanu | 7    | 100      | 0,07  | 2006–2021 |

## Weitere Spieler
- Alexandru Curtianu (1994–2001), 38 Spiele, 2 Tore
- Henrique Luvannor (2013–2014), eingebürgerter Brasilianer, 4 Spiele, 2 Tore
- Igor Oprea (1992–2001), 44 Spiele, 4 Tore

## Trainer
- Ion Caras (1991–1992, 1992–1997, 2012–2014)
- Jewgeni Piunowski (1992)
- Alexandru Mațiura (1998, interim; 1999–2001)
- Ivan Danilianț (1998–1999)
- Alexandru Spiridon (2001, 2018–2019)
- Wiktor Passulko (2002–2005)
- Anatol Teslev (2002)
- Igor Dobrowolski (2007–2009, 2016–2017)
- Gavril Balint (2010–2011)
- Alexandru Curtianu (2014–2015)
- Ștefan Stoica (2015, interim)
- Semen Altman (2019)
- Engin Fırat (2019–2021)
- Roberto Bordin (2021)
- Serghei Cleșcenco (2021–)

## Länderspiele gegen deutschsprachige Nationalmannschaften

### Spiele gegen Deutschland
(Ergebnisse aus Sicht Moldaus)
1. 14. Dezember 1994 in Chișinău 0:3 (0:2), EM-Qualifikation
2. 8. Oktober 1995 in Leverkusen 1:6 (0:3), EM-Qualifikation
3. 14. Oktober 1998 in Chișinău 1:3 (1:3), EM-Qualifikation
4. 4. Juni 1999 in Leverkusen 1:6 (0:3), EM-Qualifikation

### Spiele gegen Österreich
(Ergebnisse aus Sicht Moldaus)
1. 7. September 2002 in Wien 0:2 (EM-Qualifikation)
2. 7. Juni 2003 in Tiraspol 1:0 (EM-Qualifikation)
3. 9. Oktober 2014 in Chișinău 1:2 (EM-Qualifikation)
4. 5. September 2015 in Wien 0:1 (EM-Qualifikation)
5. 24. März 2017 in Wien 0:2 (WM-Qualifikation)
6. 9. Oktober 2017 in Chișinău 0:1 (WM-Qualifikation)
7. 1. September 2021 in Chișinău 0:2 (WM-Qualifikation)
8. 15. November 2021 in Klagenfurt 1:4 (WM-Qualifikation)
9. 7. September 2023 in Linz 1:1

### Spiele gegen Liechtenstein
(Ergebnisse aus Sicht Moldaus)
1. 15. November 2014 in Chișinău 0:1 (EM-Qualifikation)
2. 14. Juni 2015 in Vaduz 1:1 (EM-Qualifikation)
3. 3. Juni 2022 in Vaduz 2:0 (Nations League)
4. 25. September 2022 in Chișinău 2:0 (Nations League)

### Spiele gegen die Schweiz
(Ergebnisse aus Sicht Moldaus)
1. 28. März 2009 in Chișinău 0:2 (WM-Qualifikation)
2. 1. April 2009 in Genf 0:2 (WM-Qualifikation)
3. 3. Juni 2016 in Lugano 1:2

### Spiele gegen Luxemburg
(Ergebnisse aus Sicht Moldaus)
1. 20. November 2003 in Luxemburg 2:1
2. 15. Oktober 2008 in Luxemburg 0:0 (WM-Qualifikation)
3. 5. September 2009 in Chișinău 0:0 (WM-Qualifikation)
4. 9. Juni 2015 in Luxemburg 0:0
5. 8. September 2018 in Luxemburg 0:4 (Nations League)
6. 18. November 2018 in Chișinău 1:1 (Nations League)

## Trivia
Das zweite Buch des britischen Schriftstellers Tony Hawks, Matchball in Moldawien, handelt von der Begegnung des Autors mit denjenigen elf moldauischen Nationalspielern, die bei der 0:4-Niederlage in England 1999 bei Anpfiff auf dem Platz standen. Infolge einer Wette musste Hawks alle Fußballer im Tennis besiegen, was ihm letztlich auch gelang. Folgende Spieler schlug Hawks: Denis Romanenco, Oleg Fistican, Marin Spynu, Ion Testimițanu, Vitalie Culibaba, Serghei Stroenco, Radu Rebeja, Alexandru Curtianu, Oleg Șișchin, Iurie Miterev und Serghei Rogaciov.